# Aleuropteryx megacornis
Aleuropteryx megacornis är en insektsart som beskrevs av V. Johnson 1981. Aleuropteryx megacornis ingår i släktet Aleuropteryx och familjen vaxsländor. Inga underarter finns listade i Catalogue of Life.